# Homoneura sheldoni
Homoneura sheldoni är en tvåvingeart som först beskrevs av Daniel William Coquillett 1898.  Homoneura sheldoni ingår i släktet Homoneura och familjen lövflugor. Inga underarter finns listade i Catalogue of Life.